# Jokin Ceberio
Jokin Ceberio Laboa (Bilbao; 25 de septiembre de 1989 - Fuenterrabía, Guipúzcoa; 21 de septiembre de 2004) fue un adolescente español que se suicidó a causa del acoso escolar y moral continuado y reiterado por parte de sus compañeros. A pesar de que sus padres trataron por todos los medios de parar el acoso que Jokin sufría, no pudieron evitar que Jokin se suicidara. Era un adolescente cuyo maltrato escolar duró desde septiembre de 2003 hasta septiembre de 2004. Se suicidó 4 días antes de cumplir 15 años.
Aunque no fue ni mucho menos el primer caso de acoso escolar en España, sí fue el primero en alcanzar trascendencia mediática, debido a su gran impacto emocional. Los padres de Jokin fueron entrevistados poco después del suicidio, diciendo que Jokin muchas veces lloraba en un rincón de su habitación. Posteriormente, los acosadores y sus padres fueron imputados en este caso.

## Biografía
Nació en Bilbao en septiembre de 1989, de padre bilbaíno y de madre navarra. Su historia de acoso escolar comenzó en 2003, con motivo del inicio del curso escolar. La situación fue aún más humillante para Jokin cuando, debido a un problema intestinal que padecía, ese hecho involuntario agravó todavía más las burlas, insultos y palizas que ya venía padeciendo. Sus padres, que se enteraron de ello un mes después, decidieron hablar con el director del centro escolar para ver si podía hacer algo. Jokin, avergonzado por este hecho, decidió no ir a clase durante un tiempo; esa fue la razón por la que sus padres se enteraron de lo que le pasaba. Un tiempo después, cuando Jokin volvió al instituto, un grupo de chicos le pegaron una paliza, por "chivarse" al habérselo contado a sus padres.
En verano, Jokin fue a un campamento para intentar librarse de los agresores, pero aquello tampoco fue como él esperaba. Se fumó un porro con cuatro compañeros y fueron descubiertos por un monitor que decidió enviar una carta a los padres. Todos ellos menos Jokin consiguieron ocultar la carta. Entonces Jokin fue acusado de "chivato", porque por su culpa, los padres de los otros chicos también se enteraron. Eso hizo que aumentaran todavía más las palizas y las burlas hacia Jokin, al principio del siguiente curso, dado que en su antiguo instituto se enteraron de lo que le había ocurrido en verano. Entonces Jokin decidió volver a faltar al instituto, por segunda vez.
Un año después del suceso inicial, sus compañeros decidieron cubrir de papel de váter toda la clase, y el profesor, injustamente le hizo recoger los papeles a él; mientras los recogía, sus compañeros se burlaban de él sin cesar, y Jokin quedó muy avergonzado por todo aquello.
Los padres de Jokin decidieron poner una denuncia, pero el instituto les convenció para que todo se solucionara dentro del ámbito escolar, de modo que así lo hicieron.
El 21 de septiembre de 2004, mientras los padres de Jokin, el director del centro y el resto de padres de los acosadores se reunían para hablar, Jokin decidió ir en bicicleta hasta la muralla de la ciudad, y se arrojó al vacío desde lo alto de la misma. Más tarde, esa noche, los padres de Jokin se enteraron del suicidio por un vecino que encontró su cadáver. En ese momento a Jokin le faltaban 4 días para cumplir 15 años.

## Juicio
Posteriormente, 8 chicos fueron imputados por el caso. Eran compañeros de su clase y tres, hijos de los exprofesores del chico, algunos de estos chicos han declarado ante el juez diciendo que "había gente" que lo encerraba en el gimnasio y posteriormente le pegaban balonazos, negándose a reconocer su culpabilidad en el suicidio de Jokin. Otros se han negado a declarar amparándose en la Ley del Menor.
Los padres de Jokin se querellaron contra el instituto donde cursaba Jokin, más concretamente contra: el director, la jefa de estudios, la tutora, y la profesora que le hizo recoger el papel durante el aniversario de la diarrea, porque según ellos, no supieron hacer nada para parar el acoso, o le culparon injustamente.
Finalmente, los ocho menores fueron condenados a 18 meses de libertad vigilada en un centro de menores. Así mismo en abril de 2007 los padres de Jokin denunciaron a los padres de siete de los acosadores y a la Consejería de Educación del País Vasco. El Tribunal Superior de Justicia del País Vasco condenó a pagar una indemnización de 70,000 euros (10,000 euros por cada acosador) por daños morales.
Algunos vecinos de Fuenterrabía decidieron poner flores y velas en el sitio donde se suicidó Jokin.